# Cyclocephala jalapensis
Cyclocephala jalapensis är en skalbaggsart som beskrevs av Thomas Casey 1915. Cyclocephala jalapensis ingår i släktet Cyclocephala och familjen Dynastidae. Inga underarter finns listade i Catalogue of Life.